# Tony de Groot
Tony de Groot (Oss, 24 maart 1988) is een Nederlandse voetballer die als aanvaller speelt. In 2013 verbond hij zich aan voor SV OSS '20. Hij speelde eerder voor TOP Oss, De Treffers en OJC Rosmalen.
De Groot maakte zijn debuut in het betaalde voetbal op 30 september 2007 tegen SC Cambuur Leeuwarden.

## Carrière
| Seizoen | Club    | Wedstrijden | Doelpunten | Competitie     |
| ------- | ------- | ----------- | ---------- | -------------- |
| 2007/08 | TOP Oss | 17          | 4          | Eerste divisie |
| 2008/09 | TOP Oss | 23          | 2          | Eerste divisie |
| Totaal  |         | 40          | 6          |                |